# Eleccions parlamentàries ruandeses de 1983
Les eleccions parlamentàries ruandeses de 1983 es van celebrar a Ruanda el 26 de desembre de 1983. Si bé les eleccions parlamentàries ruandeses només havien estat celebrades dos anys abans, es considerava que el terme d'aquest parlament va començar el gener de 1979, i que el seu mandat de cinc anys s'havia acabar. A l'època, el país encara tenia un sistema unipartidista, amb el Moviment Republicà Nacional per la Democràcia i el Desenvolupament com l'únic partit legal. L'Assemblea Legislativa es va ampliar de 64 a 70 escons, amb dos candidats que s'enfrontaven a cada circumscripció. Seventeen MPs lost their seats to challengers.

## Resultats
| Partit                                                             | Vots      | %   | Escons | +/– |
| ------------------------------------------------------------------ | --------- | --- | ------ | --- |
| Moviment Republicà Nacional per la Democràcia i el Desenvolupament | 2.364.592 | 100 | 70     | +6  |
| Nuls/en blanc                                                      |           | –   | –      | –   |
| Total                                                              | 2.364.592 | 100 | 70     | +6  |
| Votants registrats/participació                                    | 2.433.265 |     | –      | –   |
| Font: African Elections Database                                   |           |     |        |     |